# 甲基磺酸
甲磺酸（英語：methanesulfonic acid）是最简单的烷基磺酸，化学式为CH3SO3H，它在225 °C开始分解，并放出二氧化硫。。

## 性质
无色液体。易溶于水，微溶于有机溶剂。具强酸性，pKa为−0.6。在热水或热碱液中不水解。

## 制备
甲磺酸可以由甲硫醇或二甲基二硫被氧气或硝酸氧化而成。它也可以由亚硫酸钠和硫酸二甲酯在 100 °C 的水溶液，pH 值大于6时反应而成，产率为 75 – 85 %。
三氧化硫和甲烷反应也可以得到甲磺酸，但速度低，产率不高。最近研究描述了连续搅拌槽反应器或（半）连续流动反应堆在双(甲磺基)过氧化物 CH3-SO2-O-O-SO2-CH3 (DMSP)的存在下，产率就会提升到 90% 以上。

## 用途
用于催化酯化、烷基化、聚合反应，也常被用作為溶剂。